# 新賓満族自治県
新賓満族自治県（しんひん-まんぞく-じちけん、満洲語: ᠰᡳᠨ
ᠪᡳᠨ
ᠮᠠᠨᠵᡠ
ᡠᡴ᠋ᠰᡠᡵᠠ
ᠪᡝᠶᡝ
ᡩᠠᠰᠠᠩᡤᠠ
ᡥᡳᠶᠠᠨ 、転写：sin bin manju uksura beye dasangga hiyan）は中華人民共和国遼寧省撫順市に位置する自治県。満洲族が多く居住するが、永陵鎮などには朝鮮族も多く居住する。

## 歴史
1763年（乾隆28年）、清朝により設置された興京庁を前身とする。1908年（宣統元年）に興京府に昇格した。1914年（民国2年）、興京県と改称、1929年（民国18年）には新賓県と改称されている。満洲国が成立すると1933年（大同2年）に興京県とされた。1945年8月、満洲国が崩壊すると県名は新賓県に戻され、1985年には新賓満族自治県に改編されている。
県内の永陵鎮老城村は清朝を築いたヌルハチの出生地であり、赫図阿拉（満洲語：ᡥᡝᡨᡠ᠋
ᠠᠯᠠ、ヘトゥアラ、1643年（天聡8年）に興京と改称）が設置されている。またヌルハチの尊属を被葬者とする永陵が存在する。

## 行政区画
9鎮、6郷を管轄する。
- 鎮：新賓鎮、旺清門鎮、永陵鎮、平頂山鎮、大四平鎮、葦子峪鎮、木奇鎮、上夾河鎮、南雑木鎮
- 郷：紅昇郷、響水河子郷、紅廟子郷、北四平郷、楡樹郷、下夾河郷

## 交通

### 鉄道
- 中国国家鉄路集団
  - 瀋白旅客専用線（中国語版）（建設中）
    - 新賓駅

### 道路
- 高速道路
  -  瀋吉高速道路
  -  撫通高速道路（中国語版）
  -  永桓高速道路（中国語版）
- 国道
  -  G229国道（中国語版）
  -  G230国道

## 観光地
- 永陵 - 清朝の陵墓